# Malia
Malia (Malia grata) är en fågel i familjen gräsfåglar inom ordningen tättingar.

## Utseende och läte
Malia är en gyllingstor bulbylliknande fågel med enfärgat olivgrön ovansida och gul undersida. Fåglar på centrala och sydöstra Sulawesi har rostfärgade inslag i vingar och stjärt. Bland lätena hörs vittljudande tjattrande och explosiva melodier.

## Utbredning och systematik
Malia placeras som enda art i släktet Malia. Tidigare betraktades den okontroversiellt vara en timalia. Genetiska studier visar dock förvånande nog att den är släkt med gräsfåglarna.
Malia förekommer på Sulawesi och delas in i tre underarter:
- Malia grata grata – förekommer på södra Sulawesi (berget Lompobattang)
- Malia grata recondita – förekommer i bergsskogar på norra delen av ön Sulawesi
- Malia grata stresemanni - förekommer på centrala och sydöstra delen av ön Sulawesi

## Levnadssätt
Malian hittas i bergsskogar, där den ofta ses plocka föda från tjocka, mossklädda stammar. Den uppträder i ljudliga par eller smågrupper som ofta leder kringvandrande artblandade flockar.

## Status och hot
Arten har ett stort utbredningsområde, men tros minska i antal, dock inte tillräckligt kraftigt för att den ska betraktas som hotad. Internationella naturvårdsunionen IUCN listar arten som livskraftig (LC).